# Bohemians Praga
Este artigo se refere ao clube tradicional chamado Bohemians. Se deseja saber sobre o novo clube, de mesmo nome, veja: Bohemians Praga (Střížkov)
O Bohemians 1905 é uma equipe de futebol da cidade de Praga, na República Tcheca. Foi fundado em 1905 e suas cores são verde e branco. Conhecido pelo seu apelido de Cangurus (em tcheco: Klokani), disputa suas partidas no Ďolíček Stadion, em Praga, que tem capacidade para 7.167 espectadores. A equipe compete atualmente na primeira divisão do Campeonato Tcheco.
O distintivo de canguru, animal inexistente na fauna europeia, deve-se a uma excursão feita à Austrália na década de 1920, na qual o clube foi presenteado com dois espécimes, os quais doou ao zoológico de Praga. O nome, por sua vez, refere-se à região da Boêmia, uma das regiões históricas tchecas e onde situa-se Praga.

## Um clube rebelde
Durante a maior parte de sua existência, foi um clube de menor expressão em seu país, tendo presença esporádica na primeira divisão até 1973. Dali conseguiu vinte e dois anos seguidos de participação na elite, período no qual conseguiu seu único título nela: o Campeonato Tchecoslovaco na temporada 1982/83 obtido, de modo curioso, justamente na temporada seguinte à venda do seu jogador mais célebre - Antonín Panenka, conhecido como o autor, de "cavadinha" (jogada que na Europa recebeu o nome de Panenka), do gol de pênalti que deu à Tchecoslováquia o título da Eurocopa 1976.
Clube de pequeno porte, ganhou um pouco de espaço após a instalação do comunismo, pois tornou-se uma instituição relacionada aos dissidentes políticos do regime, que tinha para si duas equipes grandes alinhadas - Dukla Praga (principal beneficiado) e Sparta Praga - e vinha prejudicando o clube grande que não possuía origens proletárias (o Slavia Praga). Mesmo nos dias atuais, o Bohemians tem consigo uma pequena legião de fiéis seguidores.
Além do título em 1982/83, também foi vice em 1984/85 e terceiro em 1979/80, 1980/81, 1981/82, 1983/83 e 1986/87. Venceu a última Copa da Boêmia, disputada em 1942, ganhando de 8-6 do Sparta Praga. Também foi finalista da Copa da Tchecoslováquia em 1982, perdendo para o Slovan Bratislava por 4-2. Este resultado lhe rendeu uma vaga na Copa da UEFA na temporada seguinte (1982/83), quando atingiu o auge de sua história ao chegar na semi-final, após eliminar o austríaco Admira Wacker, o francês Saint-Étienne, o suíço Servette e o escocês Dundee United, até ser eliminado pelo Anderlecht, perdendo em casa por 1 a 0 e na Bélgica por 3 a 1. O clube belga acabaria sendo campeão naquele ano.

## Uma incomum rivalidade
Originalmente, o clássico do Bohemians era com o Slavia Praga, em função de ambos se situarem no mesmo distrito em Praga, o de Vršovice. Contudo, a desproporção de patamar entre os dois clubes impede uma rivalidade mais séria, com a torcida do Bohemians tendo o costume de ser amistosamente recebida quando visita o vizinho.
Uma rivalidade mais real, embora recente, foi desenvolvida justamente contra a própria história. Em 1993, o departamento de futebol do Bohemians separou-se do clube-mãe, que é poliesportivo e passou a chamar-se TJ Bohemians Praga. A independência não significou melhor foco e o clube de futebol foi rebaixado em 1994, encerrando sua maior sequência de participações na primeira divisão. A queda foi seguida por uma série de acessos e novos rebaixamentos, desencadeando uma crise financeira que fez o Bohemians, quase falido, ser impedido de disputar o segundo turno do campeonato tcheco de 2004-05.
Karel Kapr, um empresário do ramo energético que era proprietário do Střížkov Praga, de porte menor e torcida pouco numerosa (na época, ainda com nove anos de existência, tal time militava na terceira divisão), interessou-se pelo patrimônio do Bohemians, especialmente a torcida. Porém, visando adquirir a marca, incluindo cores e distintivo, negociou com a entidade poliesportiva (TJ Bohemians) da qual o Bohemians estava formalmente separado desde 1993. Isso possibilitou a existência de dois Bohemians no futebol de Praga. A medida desagradou profundamente a torcida do Bohemians original, que não viu seu clube ser beneficiado, ficando a mercê de perder a vaga na terceira divisão para o novo Bohemians.
A polêmica pela chamada Kauza Bohemians se estendeu a processos na justiça desportiva, favorável ao time original, e na justiça comum, que por sua vez jamais impediu o uso da marca Bohemians pelo clube de Kapr - que, por outro lado, não logrou o efeito desejado em captação de torcedores; ao contrário, desencadeou uma mobilização dos torcedores do Bohemians original em prol da viabilidade do parcelamento da sua dívida, possibilitando que o clube continuasse a existir. Posteriormente, ele conseguiu retornar à primeira divisão.
Os dois Bohemians já se enfrentaram pela terceira, segunda e primeira divisões, e em um dos encontros Kapr chegou a ordenar a saída de sua equipe, sob a justificativa de que o adversário não teria o direito de usar a marca que havia comprado. Há em Praga a interpretação de que sua insistência nesta disputa vise manter a visibilidade de seu clube. Para evitar confusões, a equipe original passou a ser conhecida como "Bohemians 1905". Curiosamente, a existência de duas equipes homônimas na capital não se restringe aos dois Bohemians, chegando a haver também dois Duklas - o atual Příbram e o Dukla Praga.

## Nomes
- 1903 Kotva Vrsovice (Sportovního krouzku Kotva Vrsovice)
- 1905 AFK Vrsovice (Atletický a fotbalový klub Vrsovice)
- 1927 AFK Bohemians Vrsovice
- 1941 AFK Bohemian Vrsovice
- 1945 AFK Bohemians Vrsovice
- 1945 ZSJ Sokol Zeleznicari Bohemians Praha (Sokol Zeleznicári Bohemians)
- 1951 ZSJ Sokol Zeleznicari Praha (Sokol Zeleznicári)
- 1953 DSO Spartak Stalingrad Praha
- 1962 TJ CKD Praha (TJ Ceskolovenska Kolben Danek Praha)
- 1965 TJ Bohemians CKD Praha
- 1990 FC Bohemians Praha
- 1999 CU Bohemians Praha
- 2002 FC Bohemians Praha
- 2005 Bohemians 1905

## Títulos
- Campeonato Tchecoslovaco: 1 (1983)
- Copa da Boêmia: 1 (1942)

## Uniformes

### Uniformes atuais
| Primeiro Uniforme | Segundo Uniforme | Primeira Combinação |